# お願い!宇宙人
『お願い!宇宙人』（おねがい!うちゅうじん）は、2012年10月20日からBeeTVで配信されていたバラエティ番組

## 概要
マヤ暦のカレンダーが2012年12月21日で終わっていることから、終末論が話題となっていた2012年。12月21日に「宇宙人は確実に地球にやってくる」という大胆な仮説を立て宇宙人対策行う予言準備バラエティ。事実上、アドリブを交えたコント番組である。原則毎週金曜に配信された。
最終回は予言された12月21日にニコニコ生放送で生配信し、「地球の無事を確認し、地球を守った」としてBeeTVで12月28日から配信した。

## 内容
数々の予言を的中してきたマヤ文明。ここで用いられていた「マヤ暦」が2012年の12月21日で終わっており、残された文献などから人類滅亡など「終末論の鍵は宇宙人が握っている」と憶測。地球を救うため、Please Alien Club＝PACを設立。12月21日に備え、宇宙人への媚の売り方など宇宙人の出迎え方を議論していく。

## 登場人物

### PAC
Please Alien Club。メンバーはスタートレック風のコスチュームに身を包む。
- 劇団ひとり - PACリーダー。マヤ暦、終末説を信じ、宇宙人対策に熱い思いを持つ。衣装は赤。
- ビビる大木 - PACメンバー。ひとりの荒唐無稽なアイディアにも納得し、乗りやすい性格。なお12月22日は実母の誕生日。衣装は青。
- 柴田英嗣（アンタッチャブル） - PACメンバー。作戦を練るのが得意。衣装は黄色。
- 手島優 - PACの紅一点。グラビアアイドルの知り合いが多い。

### その他出演
- 矢追純一 - UFO研究者。
- 飛鳥昭雄 - サイエンスエンターテイナー。おもに解説役としてVTR出演。
- サンプラザ中野くん - 宇宙人に詳しい歌手。
- 神宮寺しし丸 - PACリポーターとして最終回に出演。

## 配信回
- 第1話 HELP ME!!全裸で宇宙人サンを歓迎する作戦決行!!
- 第2話 喜んでもらえる為なら何だってしちゃうオーディション決行!!
- 第3話 超過激!?電撃ネットワークの体を張ったネタで歓迎作戦決行!!
- 第4話 衝撃の暴露トーク!!新事実、衝撃事実が続々明かされていく!!
- 第5話 まさかの宇宙人登場にスタジオ騒然!!宇宙人の大好物って何?
- 第6話 一杯のかけそばで宇宙人を感動させろ!!劇団の名演技は必見!!
- 第7話 悪ノリ企画再び!!私の体で悦んでもらえるなら何だってする美女オーディション!!
- 第8話 楽屋を隠し撮りで覗き見!!セミヌードを撮影しちゃいます!!
- 第9話 怒った宇宙人をナダめるにはヤッパリこうなっちゃいます?
- 第10話 緊急事態発生!! 今さらPAC新メンバー追加オーディション開催!!
- 第11話 ついに運命の日12月21日!! 地球滅亡前にやり残した事とは!!
- 第12話 マヤの予言もなんのそのPACのメンバーは永遠に不滅だ!!(最終回)

## スタッフ
- 構成：興津豪乃、大西右人、山戸良祐
- PD：塩谷泰孝
- AP：小室良太
- AD：志賀大紀
- 編成：佐藤修弘
- サイト編集：矢野善太郎、寺尾裕美子
- カメラ：元木宏
- 美術：羽田一成
- 衣装：岩崎孝典
- 音効：小田切暁
- 美術協力：ジーケンアート
- 技術協力：八峰テレビ、ヌーベルバーグ、278
- ロケ協力：スタジオスタンダード
- 演出：斉藤崇
- 企画・プロデューサー ：伊藤和宏
- 制作協力：シオプロ
- 製作著作：BeeTV